# Palaeomymar chaoi
Palaeomymar chaoi är en stekelart som beskrevs av Lin 1994. Palaeomymar chaoi ingår i släktet Palaeomymar och familjen bälgnacksteklar. Inga underarter finns listade i Catalogue of Life.